# Frank Merle
Frank Merle es un guionista, director y productor mayormente conocido por The Employer y From Jennifer. Merle se formó como productor y director teatral en La Escuela de Teatro en la Universidad DePaul.

## Carrera cinematográfica
Tras graduarse en la Escuela de Teatro, Merle cofundó la Compañía Keyhole Theatre en el vecindario Wicker Park de Chicago, IL. Trabajó como director artístico de la Compañía Keyhole Theatre durante siete años, durante los cuales dirigió y produjo más de treinta producciones profesionales, tanto en Keyhole Theatre como en otras compañías de Chicago. Su primer cortometraje, What Joan Knows, le hizo ganar un premio a la excelencia en el Festival de Cine de Ginebra y su segundo proyecto, Morgan's Last Call, ganó el premio a mejor cortometraje en el Festival de Cine Independiente de Cedar Rapids. Después hizo una trilogía de cortometrajes de terror, Gnaw, Art Room, and Carnage on Graves Farm, de los cuales todos ganaron premios en los festivales. Más tarde, estas películas fueron antologizadas en vídeo casero en 2010 como Carnage, Chaos & Creeps. El primer largometraje de Merle fue el thriller psicológico de 2013 The Employer, protagonizado por Malcolm McDowell y Billy Zane. La película ganó el premio a Mejor Largometraje de Thriller en el Festival Internacional de Cine de Illinois y en el Festival de Cine de Ginebra. Fue una selección de la Noche de Apertura en el Festival de Cine Shriekfest, y fue seleccionada para una proyección de Invitación Especial en el Festival de Cine de Big Bear Horro-Fi. La película también ganó ocho premios de Los Angeles Movie Awards en 2013, incluyendo Mejor Película Narrativa y Mejor Director.
El 30 de junio de 2016, se anunció en Dread Central que Merle iba a escribir y dirigir From Jennifer, la tercera entrega de la serie de imágenes encontradas To Jennifer creada por James Cullen Bressack. El 19 de enero de 2017, Horror Society publicó el primer tráiler de From Jennifer  Se reveló que el elenco incluía a Tony Todd, Derek Mears y Aaron Abrams. Antes de su lanzamiento oficial, la película ganó varios premios, incluyendo la Mejor Película Narrativa en el Festival de Cine Mindfield y Mejor Director en el Festival Internacional de Cine de Illinois.
Merle vive en Los Ángeles y tiene varios largometrajes en desarrollo, incluyendo Broken Oaks, Criminality, and Ruinous.

## Filmografía
- What Joan Knows (2007)
- Morgan's Last Call (2008)
- Gnaw (2008)
- Art Room (2009)
- Carnage on Graves Farm (2009)
- Carnage, Chaos & Creeps (2010)[3]
- The Employer
- 2 Jennifer (2016) [productor]
- From Jennifer (2017)
- For Jennifer (2018) [productor]
- All Gone Wrong (2019) [productor]

### Entrevistas
- Entrevista de Shriekfest con el cineasta Frank Merle
- Entrevista de Sinful Celluloid con el director Frank Merle sobre "Employer"
- El director galardonado atribuye el éxito a las raíces de Park Ridge

- Datos: Q16732506